# Шармин, Евгений Александрович
Евгений Александрович Шармин (род. 25 марта 1986) — российский легкоатлет, специалист по бегу на средние дистанции. Выступал на профессиональном уровне в 2007—2015 годах, серебряный и бронзовый призёр чемпионатов России в дисциплине 800 метров, чемпион России в помещении, победитель и призёр первенств всероссийского значения. Представлял Московскую область. Мастер спорта России международного класса. Тренер по лёгкой атлетике.

## Биография
Евгений Шармин родился 25 марта 1986 года в Москве. Занимался лёгкой атлетикой в Московской области, проходил подготовку под руководством тренеров В. М. Евстратова и В. П. Кусакина. Представлял всероссийское физкультурно-спортивное общество «Динамо».
Выступал на крупных всероссийских стартах начиная с 2007 года, в частности в этом сезоне бежал 800 метров на молодёжных первенствах России в помещении в Волгограде и на открытом стадионе в Туле.
В 2008 году в 800-метровой дисциплине выступил на зимнем чемпионате России в Москве и на летнем чемпионате России в Казани.
В 2009 году на той же дистанции занял шестое место на зимнем чемпионате России в Москве и на Мемориале братьев Знаменских в Жуковском, финишировал четвёртым на Кубке России в Туле. На летнем чемпионате России в Чебоксарах с командой Московской области выиграл бронзовую медаль в зачёте эстафеты 4 × 400 метров. Позднее на чемпионате России по эстафетному бегу в Сочи взял бронзу в эстафете 800 + 400 + 200 + 100 метров.
В 2010 году на зимнем чемпионате России в Москве одержал победу в эстафете 4 × 800 метров. Среди прочего в беге на 800 метров был пятым на всероссийских соревнованиях в Сочи, завоевал бронзовую награду на летнем чемпионате России в Саранске.
В 2011 году на дистанции 800 метров стал бронзовым призёром на зимнем чемпионате России в Москве, установив при этом свой личный рекорд в помещении — 1:48.09.
В 2012 году на чемпионате Москвы превзошёл всех соперников в дисциплине 800 метров и установил личный рекорд на открытом стадионе — 1:47.40. На чемпионате России в Чебоксарах получил серебро, уступив в финале только Ивану Нестерову. Кроме того, был лучшим на Кубке России в Ерино.
В 2013 году выиграл чемпионат Москвы в помещении, финишировал шестым на Кубке России в Ерино, вторым на чемпионате Москвы, пятым на Мемориале Владимира Куца в Москве, тогда как на чемпионате России в Москве в финал не вышел.
В 2014 году стал третьим на чемпионате Москвы, вторым на Мемориале Куца, четвёртым на чемпионате России в Казани.
В 2015 году стартовал на зимнем чемпионате России в Москве, по окончании сезона завершил спортивную карьеру.
За выдающиеся спортивные достижения удостоен почётного звания «Мастер спорта России международного класса» (2011).
Впоследствии проявил себя на тренерском поприще, тренер высшей квалификационной категории, главный тренер сборной Московской области по лёгкой атлетике.
Жена Екатерина Шармина (Мартынова) — также бегунья на средние дистанции, заслуженный мастер спорта.
С декабря 2024 года возглавляет Региональную Спортивную Общественную Организацию «Федерация Легкой Атлетики Московской Области»